# Aleksandr Diacenko
Aleksandr Diacenko (n. 24 ianuarie 1990, Rudnyi⁠(d), RSS Kazahă, URSS) este un caiacist ce a reprezentat Rusia, medaliat olimpic. A participat la o ediție a Jocurilor Olimpice (2012) în care a câștigat o medalie de aur.

## Participări
Lista de mai jos prezintă principalele competiții la care a participat Aleksandr Diacenko de-a lungul carierei.
- canoeing at the 2012 Summer Olympics – men's K-2 200 metres[*]